# Hrastovička gora
Hrastovička gora je brdo koja je sjeverozapadni izdanak Zrinske gore od koje je odvojen dolinom rijeke Petrinjčice, obuhvaća najveći dio područja grada Petrinje. Proteže se od sjeverozapada odnosno ušća Gline u Kupu kod Vratečkog do potoka Sunje na jugoistoku. Njezin najviši vrh je Cepeliš (415 m) iznad sela Hrastovice. Gora imponira raznolikošću prirodnih bogatstava. Stanište je brojne divljači, dok bukova i kestenova šuma prekriva gotovo cijelo područje i spušta se sve do rubova rječica i naselja. Strme i šumovite padine Hrastovičke gore bogate su brojnim malim izvorima. Na tome su području posebno zanimljive sedimentne tvorevine na nekoliko mjesta, poput Bijelih stijena i nekolicine napuštenih kamenoloma, gdje su vidljive okamine školjkaša, crvenih algi, kolonija gljiva, koralja i ježinaca, odnosno životinjski svijet nekadašnjeg Panonskog mora. Postoje i određene mogućnosti za razvoj speleološkog turizma koje nudi spilja Šušnjar kod istoimenog sela. Spilja je većim dijelom neistražena, no zbog svoje geološke građe smatra se jedinstvenom u Europi. Hrastovička gora je tijekom Domovinskog rata bila zahvaćena ratnim djelovanjima, no minski nesigurnim smatra se samo sjeverni dio kod Petrinje u kojemu nema planinarskih putova. Na vrhu gore nalazi se planinarski dom koji je obnovljen 2007. godine. Na Hrastovičkoj gori postoji i skijalište "Vrelo" koje okuplja brojne obožavatelje zimskih športova iz cijele Sisačko-moslavačke županije.